# Chorizanthe obovata
Chorizanthe obovata är en slideväxtart som beskrevs av George Jones Goodman. Chorizanthe obovata ingår i släktet Chorizanthe och familjen slideväxter. Inga underarter finns listade i Catalogue of Life.